# أوستين كينغ
أوستين كينغ (بالإنجليزية: Austen King)‏ (2 مايو 1990 في الولايات المتحدة - ) هو لاعب كرة قدم أمريكي في مركز الدفاع. لعب مع نادي شمال كارولاينا ولويسفيل سيتي.

## وصلات خارجية
- أوستين كينغ على موقع قاعدة بيانات كرة القدم.إي يو (الإنجليزية)